# Mario Leitgeb
Mario Leitgeb (* 30. Juni 1988 in Graz) ist ein österreichischer Fußballspieler, der vorwiegend im defensiven Mittelfeld eingesetzt wird, aber auch in der Abwehr spielen kann.

## Karriere
Leitgeb begann seine Karriere in der steirischen Landeshauptstadt bei den Jugendmannschaften des SK Sturm Graz. Bis 2006 besuchte er die Akademie des steirischen Traditionsklub, ehe er in die Amateurmannschaft des Vereins aufgenommen wurde. Von 2006 bis 2008 absolvierte Leitgeb für die Grazer 25 Spiele und erzielte dabei ein Tor. Seit 2008 stand er beim SC Austria Lustenau unter Vertrag, bei dem er 89 Ligaspiele sowie zehn ÖFB-Cup-Spiele absolvierte. Sein Debüt in der Ersten Liga feierte Leitgeb am 11. Juli 2008 beim Auswärtsmatch gegen den SV Grödig, das die Lustenauer am Ende mit 2:0 verloren. Seinen ersten Treffer erzielte er bereits am zweiten Spieltag der Saison 2008/09. Der Ball landete dabei jedoch im eigenen Tor. Bei seinem Einsatz beim ÖFB-Cup-Spiel gegen den FC Wels am 14. August 2008 erzielte er ein reguläres Tor in der 36. Spielminute. Sein Verein verlor das Spiel mit 5:4 im Elfmeterschießen.
In der Winterpause 2011/12 wechselte er zum Grazer AK, verließ diesen aber nach dem gescheiterten Aufstieg in die Erste Liga zum Saisonende wieder und heuerte beim SV Grödig an.
Am 12. Juni 2014 unterschrieb Mario Leitgeb einen Dreijahresvertrag beim FK Austria Wien. Über die Ablösemodalitäten wurde Stillschweigen vereinbart.
Nachdem er Ende Jänner 2016 eigentlich einen Vertrag beim SK Sturm Graz unterzeichnen sollte, wechselte er einen Monat später in die Schweiz zum FC St. Gallen, wo er einen bis Saisonende gültigen Vertrag unterschrieb.
Im Jänner 2017 wechselte er zurück nach Österreich zum Bundesligisten Wolfsberger AC, bei dem er einen bis Juni 2018 gültigen Vertrag erhielt. Für Wolfsberg kam er in sieben Jahren zu 214 Pflichtspieleinsätzen, in den Saisonen 2019/20 und 2020/21 spielte er mit den Kärntnern in der UEFA Europa League. Nach seinem Vertragsende im Lavanttal wechselte Leitgeb zur Saison 2024/25 zum Regionalligisten DSV Leoben. Bereits im Jänner 2025 verließ er den finanziell schwer angeschlagenen Klub, der kurz darauf Konkurs anmelden musste, zum Regionalligisten SV Wildon.

## Trainerkarriere
In der Saison 2018/19 fungierte Leitgeb als Trainer im Nachwuchsbereich des SV Lannach. Seit März 2023 ist der gebürtige Grazer im Besitz der UEFA-B-Trainerlizenz.

## Sonstiges
Mit dem rund drei Jahre älteren Christoph Leitgeb, der ebenfalls aus der Jugend des SK Sturm Graz stammt, ist er weder verwandt noch verschwägert.